# NGC 7153
NGC 7153 este o galaxie situată în constelația Peștele Austral. A fost descoperită în 28 septembrie 1834 de către John Herschel. Se află la o distanță de 96,77 de megaparseci de Pământ.